# مارینالدا
مارینالدا (به اسپانیایی: Marinaleda) یک شهر در اسپانیا است که در اندلس واقع شده‌است.

## خصوصیات
مارینالدا ۲۵ کیلومترمربع مساحت و ۲٬۷۴۸ نفر جمعیت دارد و ۲۰۵ متر بالاتر از سطح دریا واقع شده‌است. شهر "مارینالدا" در نزدیکی شهر سویل در محدوده دولت محلی "اندلس" اسپانیا کاملاً به صورت مستقل و به وسیله شهرداری اداره می‌شود.
در این شهر از دغدغه‌های رایج در بسیاری از اقتصادهای بازار آزاد خبری نیست و رفاه صد درصدی حاکم است. این شهر از سال ۱۹۹۱ توانست از دولت محلی اندلس اسپانیا حق خودمختاری بگیرد و از آن زمان تا کنون یک شورای ۱۱ نفره و یک شهردار به نام " سانچز گوردیلو" مسئولیت اداره امور این شهر را در دست دارند. 
هیچ کدام از اعضای شورای محلی حقوق دریافت نمی‌کنند و حتی این افراد به صورت اشتراکی در  زمین‌های زراعی این شهر کوچک کار می‌کنند. پیش از خودمختاری، زمین‌های این محدوده متعلق به اشراف و فئودال‌های محلی بود که در مادرید ساکن بودند اما پس از کسب حق خودمختاری زمین‌های کشاورزی اموال عمومی اعلام شد و هر فرد مسئولیت اداره زمینی را که داشت به دست آورد.
سانچز گوردیلو شهردار متنفذ شهر مارینالدا که از سال ۱۹۹۱ و زمانی که تنها ۲۵ سال داشت شهردار این شهر بوده‌است، خود در این باره می گوید: عامل بحران اقتصادی در کشورهای اروپایی اقتصاد سرمایه داری است. 
گوردیلو که خود را یک "کمونیست لیبرال" می نامد همزمان عضو مجلس ایالتی اندلس اسپانیا نیز است و مدام به مرکز استان در رفت آمد است. او خودروی شخصی ندارد و هر بار که می‌خواهد به مجلس برود از یکی از ساکنان شهر که خودروی سواری دارند، درخواست می‌کند تا او را به ایستگاه راه آهن برساند.
او در سال ۲۰۱۲ در مصاحبه ای با نشریه آلمانی "یونگه ولت " دربارهٔ ایده‌های سیاسی خود گفت:" من امروز حتی بیشتر از گذشته آرمان گرا هستم چون ما در دو دهه گذشته توانستیم مدینه فاضله خود را بسازیم و در این کار موفق بودیم."

## اقتصاد
تعریف کار در این شهر چنین است : "شش ساعت فعالیت روزانه در ازای دریافت ۴۷ یورو دستمزد." خانه‌های این شهر به مدت هفتاد سال با اجاره ماهانه ۱۵ یورو در اختیار افراد قرار می‌گیرد. این خانه‌ها دوبلکس و دو خوابه بوده و با زیر بنای ۱۰۰ متر دارای ۱۰۰ متر حیاط و محوطه چمن هم هستند.
هزینه مهد کودک در شهر مارینالدا ۱۵ یورو ماهانه است. در مارینالدا همه تصمیمات بر مبنای دموکراسی مستقیم و با رای مستقیم عمومی گرفته می‌شود و همه عواید عمومی در یک "صندوق تعاون" جمع می‌شود و صرف امور عمومی و توسعه و رفاه مردم می‌شود.
در این شهر مالکیت خصوصی معنایی ندارد و همه اموال از جمله زمین‌های زراعی، اماکن عمومی و خانه‌ها و... در مالکیت عمومی و اشتراکی است. به هر فرد که در زمین‌های زراعی کار می‌کند به صورت مساوی ۴۷ یورو پرداخت می‌شود و عواید حاصل از صادرات محصولات متنوع کشاورزی این شهر کوچک در صندوق تعاونی ذخیره و با تصمیم شورای شهر و رای گیری مستقیم مردمی صرف امور رفاهی و عمومی می‌شود.
در زمانی که بحران اقتصادی اروپا از سال ۲۰۰۸ اقتصادهای کشورهای عضو اتحادیه اروپا از جمله اسپانیا را در می نوردید، این بحران به هیچ وجه در این شهر کوچک احساس نشد و مردم به زندگی عادی خود به دور از بحران ادامه دادند.
این مساله سبب شد در سال ۲۰۱۲ در یک شهر کوچک دیگر در ایالت کوردوبا نیز جنبشی مشابه به منظور کسب حق خودمختاری و اشتراکی کردن زمین شکل بگیرد اما این جنبش از سوی پلیس ایالت کوردوبا مهار شد.
عبور بدون مشکل اقتصاد شهر مارینالدا از بحران اقتصادی سبب شده‌است رسانه‌های اسپانیایی و اروپایی به این شهر توجه ویژه ای داشته باشند و اکیپ‌های خبری مختلفی به منظور تهیه گزارش خبری و برنامه‌های مستند از نحوه اداره این شهر و زندگی روزانه مردم به این شهر در رفت و آمد هستند.